# Latiromitra aratiuncula
Latiromitra aratiuncula là một loài ốc biển, là động vật thân mềm chân bụng sống ở biển trong họ Ptychatractidae.